# Conus pyramidalis
Conus pyramidalis é uma espécie de gastrópode do gênero Conus, pertencente a família Conidae.